# Século XXVII a.C.
Milênio:  Quarto Milênio a.C. - Terceiro Milênio a.C. - Segundo Milênio a.C.
Século:  Século XXVIII a.C. - Século XXVII a.C. - Século XXVI a.C.

## Eventos
- 2700 a.C.:
  - O Império Antigo começa no Antigo Egito (3ª a 6ª Dinastia).
  - A Mesoamérica começa a plantar e domesticar o milho.
- 2700 - 2660 a.C. - A Época Tinita, que compreendeu a 1ª e a 2ª Dinastia, termina no Egito.
- c. 2697 a.C. - Huangdi começa a reinar na China. Início da contagem dos anos no calendário chinês.
- 2686 a.C.:
  - Fim da II dinastia egípcia. Faraó Quenerés morre. Faraó Sanaquete começa a reinar.
  - Fundação da terceira dinastia egípcia pelo faraó Djoser, com transferência da capital para Mênfis.
- 2685 a.C. - As Liras de Ur são fabricadas.
- 2668 a.C. - Faraó Sanaquete morre.
- c. 2650 a.C. - O suposto reino do semi lendário rei sumério Gilgamés.[1][2]
- c. 2648 a.C. - Faraó Djoser morre.
- c. 2640 a.C. - O cultivo e a fabricação da seda tornam-se um segredo na China.
- 2630 – 2611 a.C. - Imotepe, Vizir do Egito, constrói a Pirâmide de Djoser.
- 2627 – 2000 a.C. -  Construção da metrópole de Caral, no Peru.
- 2613 a.C. - Fim da III dinastia egípcia, começo da IV dinastia egípcia. Faraó Huni morre. Faraó Seneferu começa a reinar.
- c. 2613 – 2494 a.C. - A Esfinge de Gizé é construída.
- c. 2601 – c. 2515 a.C. - A Necrópole de Gizé é construída para Miquerinos, Quéfren e Quéops.
- 2600 a.C. - As cidades de Harapa e Moenjodaro tornam-se grandes metrópoles e a Civilização do Vale do Indo se expande para mais de 2.500 cidades e aldeias por todo o Paquistão, norte da Índia e partes do Afeganistão e Irã, cobrindo uma região de cerca de um milhão de metros quadrados (maior que o Egito e a Mesopotâmia juntos).
- Fundação do assentamento minoico de Tripiti, na costa sul de Creta.